# Sychesia fimbria
Sychesia fimbria är en fjärilsart som beskrevs av Heinrich Benno Möschler 1878. Sychesia fimbria ingår i släktet Sychesia och familjen björnspinnare. Inga underarter finns listade i Catalogue of Life.